# Arlesried
Arlesried ist ein Gemeindeteil des oberschwäbischen Marktes Erkheim im Landkreis Unterallgäu in Bayern.

## Lage
Das Dorf liegt etwa fünf Kilometer nördlich des Marktes Erkheim. 

## Geschichte
Eine erste Kirche in Arlesried wurde bereits 1167 als Adlungsriedt erwähnt. 1472 ließ der Memminger Patrizier Erhard Vöhlin die Kirche neu errichten. Der Chor des Baus aus dem 15. Jahrhundert ist noch erhalten. Mit dem Grundherrn, der Reichsstadt Memmingen, wurde Arlesried 1535 protestantisch. 1547 ging der Ort in den Besitz des Unterhospitals der Reichsstadt Memmingen über. 1683 wurde das Langhaus der Kirche errichtet. Im 17. Jahrhundert wurde der Kirchturm erbaut. Seit dem Reichsdeputationshauptschluss von 1803 gehört der Ort zu Bayern. Im Jahr 1818 entstand mit dem bayerischen Gemeindeedikt die politische Gemeinde Arlesried mit dem Teilort Trinkenloh. Im Zuge der Gebietsreform in Bayern wurden am 1. Juli 1972 die Gemeinde nach Erkheim eingegliedert.